# Хаусман, Эмиль
Франц Артур Эмиль Хаусман (нем. Franz Arthur Emil Haussmann; 11 октября 1910, Равенсбург, Германская империя — 31 июля 1947, Нюрнберг, американская зона оккупации Германии) — штурмбаннфюрер СС, служащий айнзацкоманды 12, входившей в состав айнзацгруппы D. После окончания войны был подсудимым на Нюрнбергском процессе по делу об айнзацгруппах, но покончил жизнь самоубийством, не дождавшись оглашения приговора.

## Биография
Эмиль Хаусман родился 11 октября 1910 года в семье бухгалтера Альберта Хаусмана. Его отец, участник Первой мировой войны, погиб в 1916 году. Через два года от туберкулёза лёгких умерла мать Эмиля. В возрасте 8 лет вместе с братом попал в протестантский приют в Штутгарте. Посещал реальное училище и в 1927 году получил аттестат о среднем образовании. Впоследствии получил образование учителя народной школы и в марте 1932 года сдал первый экзамен по профессии. В январе 1933 года устроился на работу в качестве стажера в школу. В 1935 году сдал второй экзамен.
1 января 1930 года вступил в НСДАП (билет № 185729). 1 октября 1932 года вступил в национал-социалистический союз учителей. В 1933 году стал членом гитлерюгенда. 1 ноября 1936 года был зачислен в ряды СС. В ноябре 1936 года был принят в аппарат СД. С августа 1937 года был референтом в главной секции СД в гау Вюртемберг-Гогеецоллерн. В 1939 году женился на Марии Иц, в браке с которой родилась дочь.
Во время вторжения в Польшу состоял в 6-й айнзацгруппе, где был «правой рукой» Альберта Раппа, который был ответственным за работу СД в штабе айнзацгруппы VI. В ноябре 1939 года Хаусман остался с Раппом, который возглавил центр по «переселению евреев и поляков» в Позене. В январе 1940 года участвовал в составлении отчёта по планированию и реализации «акции переселения» из гау Вартеланда поляков, евреев и польской интеллигенции. В декабре 1940 года как кандидат «руководящий службы» для государственных служащих от СД был направлен в берлинский университет имени Гумбольдта для изучения юриспруденции.
После вторжения в СССР присоединился к айнзацкоманде 12 под руководством оберштурмбаннфюрера СС Густава Адольфа Носске. 2. Его подразделение было ответственно за осуществление массовых расстрелов еврейского населения во время Холокоста на Украине. В частности, в зоне Николаева, Дубоссар и Одессы команда ликвидировала сотни евреев. Когда командир айнзацкоманды находился месяц в лазарете, Хаусман был его заместителем. По словам бывшего сослуживца Макса Дрекселя, Хаусману «пришлось закончить текущие казни». Дрексель также сообщил, что Хаусман однажды рассказал ему, что среди жертв был мальчик, который просил застрелить его, а взамен пощадить его мать. Скорее всего, Хаусманн также принимал непосредственное участие в отдельных казнях, по крайней мере, один из свидетелей утверждал, что «руководящие служащие айнзацкоманды 12 всегда говорили, что каждый должен был хотя бы раз участвовать в расстреле». Хаусман был награждён Крестом «За военные заслуги» 2-го класса с мечами.
Летом 1942 года Хаусман продолжил изучать право в университете и прошёл обучение в офицерской школе полиции безопасности и СД в Шарлоттенбурге. В марте 1942 года участвовал в деятельности Организации «Цеппелин». В 1943 году сдал главный государственный экзамен по праву. С сентября 1942 года возглавил отделение СД в Белостоке. В августе 1944 года его ведомство при приближении Красной армии было эвакуировано в Кёнигсберг. В конце 1944 года поступил на службу в главное управление имперской безопасности (РСХА). 20 апреля 1945 года ему был присвоен титул государственного советника.
21 декабря 1946 года был помещён в следственный изолятор в Нюрнберге и через 9 дней допрошен. Главной стратегией Хаусмана было отрицание своей причастности к убийствам. В распоряжении американских следователей были отчеты айнзацгрупп и так называемые «сообщения о событиях», что делало оправдания Хаусмана бессмысленными. В конце концов, он признался, что слышал о расстреле в Николаеве. Хаусману пришлось отвечать за несколько казней партизан и «саботажников», которые он совершил, получив приказ от своего начальства. Лейтенант Вартенберг, обратившись к Хаусману на немецком назвал его «лжецом». Отвечая на вопрос «в скольких казнях вы принимали участие?» — Хаусман подтверждал: «ни одной, Вы мучаете меня этим вопросом уже восемь недель».
Эмиль Хаусман покончил жизнь самоубийством 31 июля 1947 года, спустя 6 дней после официального предъявления ему обвинений.